# Isabelle Sandy
Isabelle Sandy, pseudònim d'Isabelle Dieudonnée Marie Fourcade (Còs, Arieja, 15 de juny de 1884 - Foix, 7 de maig de 1975) fou una escriptora i periodista francesa.
Premi Nacional de les Lletres amb la novel·la Dans la ronde des faunes (1922) i nomenada cavaller de l'ordre de la Legió d'honor (1933).

## Biografia
Isabelle Fourcade va ser una novel·lista, poeta i periodista marcada fortament pel seu origen, fent que se la conegui com a exemple d'escriptora regionalista. La seva obra, molt extensa, compta amb sis reculls poètics, una quarantena de novel·les i diversos contes i novel·les seriades publicats en diferents revistes i diaris pels quals va treballar.
De ben petita, aproximadament als dos anys, va patir una cremada a la galta esquerra i al coll, que no va cicatritzar bé, fet que la marcaria per sempre i que explicaria el fet que a la gran majoria dels retrats hi aparegui de perfil.
Al Principat d'Andorra hi ha un passatge d'Andorra la Vella i un carrer d'Escaldes-Engordany que duen el seu nom. El gener del 2019 l'Arxiu Nacional d'Andorra li va dedicar una exposició a l'Artalroc, espai expositiu del Govern, a Escaldes-Engordany.

### Joventut i la seva relació amb París
De ben jove, i acollida per un amic de la família i home polític, Théophile Delcassé, es trasllada a París el 1909, ciutat a través de la qual entra en contacte amb personalitats del món literari i on finalitza els estudis. Tan sols dos anys després de la seva arribada a la ciutat, publica una obra poètica L'Ève douloureuse que serà guardonada amb el premi literari regional de l'Acadèmia de Jocs Florals de Tolosa. En aquesta primera obra ja utilitza el pseudònim de Sandy, amb el qual declara la seva admiració per l'autora George Sand i que incorpora arran d'una conversa amb l'escriptora Sidonie-Gabrielle Colette.
Coincidint amb l'esclat de la Primera Guerra Mundial, torna per un període de tres anys a l'Arièja, en concret a Acs, per retornar a Paris el 1917, aquesta vegada amb la seva mare, Léontine Fourcade. En aquest període, que s'allargarà fins al 1939, coneix la seva època més prolífica a nivell literari així com la més activa pel que fa a la vida social i personal. Aquest mateix any d'arribada a Paris coincideix amb la publicació de la seva primera novel·la, ja premiada per l'Acadèmia Francesa, Chantal Daunoy i comença a col·laborar amb els diaris: Le Matin, Le Journal, L'Écho de Paris, L'Illustration, l'Intransigeant i Le Rappel.

### Edat adulta, contacte amb el moviment regionalista i major notorietat
A partir del 1921, comença a entrar en contacte amb personatges del món literari, cultural i polític, relacionats aquests darrers amb el moviment regionalista, i entre els quals s'hi troba el seu fundador, Charles Brun. És en aquest mateix any, també, que amplia la seva col·laboració amb més diaris, aquesta vegada amb: L'Avenir politique, littéraire, commercial et hebdomadaire i La Dépêche du Midi. Ja al 1922 rep el Premi Nacional de les Lletres per la novel·la Dans la ronde des faunes.
El març de 1922 realitza el primer viatge a Andorra per feina, en concret perquè La Dépêche du Midi li havia encarregat un reportatge sobre els contrabandistes, que en realitat mai va veure la llum. La visita al país pirinenc sí que li va servir, per contra, com a font d'inspiració per escriure les seves novel·les andorranes més reconegudes, Andorra ou les hommes d'airain (1923) i Nuits andorranes (1938), trilogia que completarà anys més tard amb La nouvelle Andorra (1949).
Entretant, el gener del 1924, es casa amb Pierre Xardel, advocat i regionalista de la Lorena, amb qui tindrà un fill dos anys més tard, Olivier Xardel Sandy.

### Retorn a l'Arieja
La novel·la Andorra ou les hommes d'airain, serà en certa manera una de les obres que farà reconèixer més l'autora, ja que se'n fa una adaptació teatral de la mà de Jean Camp -que tanmateix sembla que no es va acabar representant, com estava previst inicialment, al Théâtre l'Odéon de París, i que no arribarà als escenaris fins a l'any 2019 de la mà de l'ENA, Escena Nacional d'Andorra i sota el títol Andorra- però de la qual sí que es farà l'emissió radiofònica a dues ràdios parisines: Radio Eiffel i Poste Parisien, i posteriorment se'n farà una adaptació cinematogràfica que portarà el mateix títol que la novel·la. L'encarregat d'aquesta adaptació i realització serà Émile Couzinet amb la productora Burgus Films, que malgrat les dificultats de rodar durant la Segona Guerra Mundial, s'estableixen a Andorra el 1941 per iniciar-ne la gravació. Sandy també s'hi desplaça acompanyada del seu fill Olivier, hi viatgen aquesta vegada des de l'Arieja, on s'havien instal·lat de nou dos anys abans coincidint amb l'inici de la guerra. La pel·lícula es va estrenar amb èxit l'any 1942, i va restar moltes setmanes en cartellera a diferents ciutats franceses com Tolosa, Bordeus, París, Perpinyà, etc. D'aquest film, avui dia no en queda cap ni un dels negatius originals, desapareguts al començament de l'alliberament de França, sí que en resta però, diverses còpies i reproduccions.
Anys més tard, Sandy va emprendre un litigi contra el realitzador Couzinet, a qui reclamava el fet que la seva visibilitat com a autora passava més aviat per alt, així com la disconformitat amb els ingressos que rebia.
Durant els següents anys, continua publicant novel·la i poesia i recollint premis, incloent-hi l'Alice Louis Barthou pel conjunt de la seva obra literària (1948) i el Premi de Literatura regionalista (1956) i el 1964 és nomenada cavaller de l'Ordre de les Arts i de les Lletres de França, quatre anys després de la mort del seu marit, Pierre Xardel, el desembre de 1960.
L'any 1965 és escollida consellera municipal a Saint Martin de Caralp a l'Arieja, tot i que els darrers anys de la seva vida es va entregar a la religió. Morí deu anys més tard, el 7 de maig de 1975 a la ciutat de Foix, on vivia sola i es mantenia col·laborant amb Sud Radio i amb articles que li comprava La Dépêche du Midi i gràcies a l'ajuda d'algunes famílies benestants de la ciutat.

## Obra
- L'Ève douloureuse. París : Alphonse Lemerre, 1912 (poesia)
- Chantal Daunoy. París : Plon, Nourrit et Cie, [1917] (primera novel·la, premi Montyon atorgat per l'Acadèmia Francesa)
- La descente de Croix. París : Plon, Nourrit et Cie, 1920
- Dans la ronde des Faunes. Librairie Delalain, 1921 (Premi Nacional de les Lletres 1921)
- Maryla : roman d'une Polonaise. Collection Stella núm. 49, Éditions du Petit Écho de la Mode, 1922
- L'Heure Folle. París : Plon, 1923
- Andorra ou Les Hommes d'Airain. La petite Illustration núm. 59-60-61-62, 1923
- Andorra ou Les Hommes d'Airain. París : Librairie Plon, 1923
- Sauvageries. París : Le Divan, 1924 (poesia)
- Les vieux nids. Collection "La Liseuse". París : Librairie Plon, 1924
- Andorra: A Novel. Boston : Houghton Mifflin Company, 1924 (traducció a l'anglès d'Andorra ou Les Hommes d'Airain, per Mathilde Monnier i Florence Donnell White ; pròleg de Rudyard Kipling)
- Andorra. Londres : Geoffrey Bles, 1925 (edició anglesa d'Andorra: A Novel)
- L'homme et la sauvageonne. París : Plon-Nourrit, 1925
- Llívia ou Les cœurs tragiques. París : Plon, Nourrit et Cie, 1926
- Wild Heart. Boston : Houghton Mifflin Company, 1926 (traducció a l'anglès de Llívia ou Les cœurs tragiques per Charles Miner Thompson)
- Les fêtes du couronnement de l'antique vierge de l'Ermitage, à Font-Romeu. L'Illustration, 1926 (article)
- Andorra ou Les Hommes d'Airain, Bibliothèque Plon núm. 143. París : Librairie Plon
- Les soutanes vertes, roman. La petite Illustration núm. 353-354, 15-22 d'octubre del1927
- Les soutanes vertes, Bibliothèque Charpentier. Eugène Fasquelle, éditeur, 1927
- Préface à Appareillage. Poèmes de Renée Jardin. La Madeleine-les-Lille : Éditions Le rouge et le noir, 1928
- Le Dieu Noir, roman. La petite Illustration núm. 431-432-433, 25 de maig - 8 de juny del 1929
- Le Dieu Noir. París : Librairie Plon, 1929
- Kaali déesse de l'amour et de la mort, collection "L'Arc-en-ciel". Éditions Spes, 1930
- La vierge au collier, Bibliothèque Charpentier. Fasquelle éditeurs, 1931
- Les soutanes vertes, Collection du Lecteur. Éditions Cosmopolites, 1931
- Un homme à la mer, Bibliothèque Charpentier. Fasquelle éditeurs [1932]
- Poèmes. La petite Illustration núm. 592, 3 de setembre del 1932 (recull de poemes dels autors: François-Paul Alibert, Paul Bourget, André Corthis, Claude Dervenn, Maurice Donnay, Alfred Droin, Paul Fort, Nicolette Hennique, Jean Lebrau, Jacques Madeleine, Ernest Prévost, Jean Renouard, Isabelle Sandy, Daniel Thaly i Marie-Louise Vignon)
- L'homme qui fabriquait de l'or ou l'histoire de Nicolas Flamel et de dame Pernelle. París : La Madeleine, 1932
- Le Pays de Foix, a À travers la France - Journées du Livre 1933. París : Syndicat des Éditeurs, 1933 (textos dels autors: Jean Charmy, Gabriel Boissy, Maurice Constantin-Weyer, André Savignon, Gabriel Faure, Isabelle Sandy, André Demaison, Tristan Bernard, Joseph de Pesquidoux, François Porché, Joan Camp, Armand Praviel, Marius-Ary Leblond, Albéric Cahuet, M. Ollivier, Marcel Ormoy, Mabelle de Poncheville, André Maurois, Maurice Genevoix, José Germaire, Gaston Chérau, Titaÿna, Marcel Batilliat, Gaston Riou i Louis Madelin)
- Llívia ou Les cœurs tragiques. París : Édition de la Nouvelle Revue Critique, 1933
- L'étrange république d'Andorre, a À travers la France ensoleillée, Collection "Nos provinces". Elbeuf, Paul Duval, [1933] (textos dels autors: Charles Brisson, Burgaud des Marets, Louis Lachèvre, Albert-Louis Bonneaud, Edmond Rostand, Raymond Escholier, Joseph De Pesquidoux, Taine, Charles de Bordeu, Pierre Loti, Eugène Le Roy, Jean Amade, Pierre Jalabert i Isabelle Sandy)
- Lettre-préface à Les vallées d'Andorre de Gaston Combarnous. Montpeller : Éditions Les Chênes verts, 1933
- La soutane sanglante. París : Plon, 1935
- Le Comté de Foix, Collection "Gens et Pays de chez nous". París : J. de Gigord, [1935]
- Montagne, a Rails de France, Revue mensuelle des Grands Réseaux de Chemins de Fer Français, núm. 43, juliol del 1936 (article)
- Quand les loups ont faim, roman. La petite Illustration núm. 797-798, 14-21 de novembre del 1936
- Quand les loups ont faim. París : Jules Tallandier, 1937
- Nuits andorranes, nouvelle. La petite Illustration núm. 891, 15 d'octubre del 1938
- L'enchantement. Paris : Les Cahiers d'Art et d'Amitié, 1938
- Marie-Anne ou l'amitié conjugale. París : Plon, 1940
- L'homme qui fabriquait de l'or. Tolosa-París-Colmar : Les Éditions du Hublot (La Nouvelle Édition Française), 1944
- La ronde invisible, 1944
- Sang et or ou La paix par les femmes. La Nouvelle Édition Française, 1945
- Andorra. London : Geoffrey Bles, 1946
- La ronde des Faunes. Tolosa : Le Hublot, 1946
- Printemps de feu. Éditions Chantal, 1946
- Le rossignol de l'ombre. Le Portulan, 1948
- Les grandioses visions d'Anne-Catherine Emmerich, Collection Les grands témoignages. Tournai-París : Éditions Casterman, 1948
- La tempête sur l'amour, Bibliothèque Pervenche, núm. 55. Éditions Dumas, 1948
- Rosamour enfant perdue, Bibliothèque Pervenche, núm. 63. Éditions Dumas, 1949
- La maison des femmes seules, Bibliothèque du Petit Écho de la Mode, agost-setembre 1949
- L'homme et la sauvageonne, Collection Marie-France. Pierre Horay, 1949
- La nouvelle Andorra. París : Plon, 1949
- La guérisseuse, Collection Bérénice. París : Amiot Dumont, 1950
- L'homme et la sauvageonne, Collection Azur. Marcinelle-París : Jean Dupuis, Fils & Cie, [1951]
- Rosamour enfant perdue, Collection Petit Format. Livre De Poche, 1951
- Trencabel, pyrénéen. París : Nouvelles éditions latines, 1955
- De granit et de pourpre : le Cardinal Saliège. Paris : Spes, 1957(escrit en col·laboració amb Marguerite Dufaur)
- Je n'ai jamais vu Dieu. París : Alsatia, 1959
- Angoisse. Poèmes. Foix : Librairie Surre, 1960 (premi Maurice Rollinat 1959)
- Montségur temple cathare : son histoire, son message. Foix : Pierre Farré, 1962
- Comté de Foix et Couserans. Tolosa : Privat, 1963
- La courbe. Essai. Du paradis au Millénium. Nancy : Imprimerie Georges Thomas, 1966 (publicat sota el pseudònim de Pierre Sylvio)
- Mémoires d'un chien de berger. Éditions Marescot, 1969
- Die Memoiren eines Hundes. Wien-Berlin : Paul Neff Verlag, 1970 (traducció a l'alemany de Mémoires d'un chien de berger)
- Rosamour ou les enfants perdus, Collection Stella
- Madone aux cheveux blancs
- Le rossignol de l'ombre. Bibliothèque du Petit Écho de la Mode
- Kaali déesse de l'amour et de la mort, Collection du Lecteur. Éditions Cosmopolites
- La simple vie des hommes, collection "L'Arc-en-ciel". París, Éditions Spes
- Quand les loups ont faim, Marcinelle-París, Jean Dupuis (165 pages ; jaquette illustrée en couleurs)
- Rosamour enfant perdue. Dupuis
- Rosamour. Éditions Des Remparts
- Andorra o els homes d'aram. Andorra : Editorial Andorra, 2009 (traducció al català d'Andorre ou les hommes d'airain)
- Andorra o els homes d'aram = Andorre ou les hommes d'airain. Andorra : Editorial Andorra, 2009 (edició bilingüe català-francès)
- Nits andorranes. La nova Andorra = Nuits andorranes. La nouvelle Andorra. Andorra : Editorial Andorra, 2013 (edició bilingüe català-francès)